# Biel (przystanek kolejowy)
Biel – zamknięty 1 kwietnia 1993 roku przystanek kolejowy w miejscowości Biel na linii kolejowej nr 34, w województwie mazowieckim, w Polsce.